# Longchuanacris guangxiensis
Longchuanacris guangxiensis är en insektsart som beskrevs av Zheng, Z. och G. Ren 2007. Longchuanacris guangxiensis ingår i släktet Longchuanacris och familjen gräshoppor. Inga underarter finns listade i Catalogue of Life.